# Lezim
Lezim (लेझिम) o lazium es una forma de danza folclórica, del estado de Maharashtra en la India.

## Descripción
Los bailarines llevan un pequeño instrumento musical con platillos tintineantes llamado Lezim o lezium, que da nombre a la danza. Hay un mínimo de 20 bailarines. Esta danza lleva el nombre de un idiófono de madera al que se le colocan delgados discos de metal que producen un tintineo y los bailarines lo utilizan mientras bailan. Dholak, un instrumento de batería, se utiliza como música de percusión principal. La danza se realiza con atuendos coloridos. Se utiliza con frecuencia como ejercicio de acondicionamiento físico en las escuelas de Maharashtra, las milicias y otras instituciones porque implica muchos movimientos de calistenia y puede ser bastante extenuante. 
Es más un ejercicio físico vigoroso que un baile; las formaciones pueden ser de dos, cuatro filas e incluso en círculo. Históricamente, hubo algunas variaciones practicadas en las aldeas de Maharashtra y partes de Gujarat, sin embargo, estas raras veces se usan en la actualidad. Una variación utilizó una caña de bambú de 2,5 pies de largo (Reedh) con una cadena de hierro (Dhanusyasarakhi).
La forma rural de la danza generalmente consiste en bailarines lezim en dos filas, repitiendo una secuencia de pasos, cambiando los pasos cada pocos tiempos. Por lo tanto, una actuación de lezim de 5 minutos puede constar de 25 pasos diferentes bailados al unísono.
Otras variaciones incluyen bailar en cuatro filas, en una formación de círculo único (Nartakasamuhanni), o en formaciones de círculos concéntricos (samuhanrtyanta nartakam), con cada bailarín girando. Los cambios en los pasos son "anunciados" por un líder de ring usando un silbato.
Los lezim son especialmente populares en las zonas rurales de Maharashtra, a menudo se realizan durante el festival de Ganesh (गणेशोत्सव), en las Jatras (procesiones religiosas) de la aldea y en las escuelas como parte del régimen de ejercicios.